# Jordaaniella
Jordaaniella es un género con cinco especies de plantas de flores perteneciente a la familia Aizoaceae.

## Taxonomía
El género fue descrito por Heidrun Elsbeth Klara Osterwald Hartmann y publicado en Bibliotheca Botanica 136: 57. 1983. La especie tipo es: Jordaaniella clavifolia

## Especies
- Jordaaniella clavifolia
- Jordaaniella cuprea
- Jordaaniella dubia
- Jordaaniella spongiosa
- Jordaaniella uniflora